# Comuna Vokzal, Voznesensk
Vokzal (în ucraineană Вокзал) este o comună în raionul Voznesensk, regiunea Mîkolaiiv, Ucraina, formată din satele Andriiciîkove, Kameana Balka, Martînivske și Vokzal (reședința).

## Demografie
Componența lingvistică a comunei Vokzal
     Ucraineană (90,05%)
     Rusă (6,96%)
     Română (2,47%)
Conform recensământului din 2001, majoritatea populației comunei Vokzal era vorbitoare de ucraineană (90,05%), existând în minoritate și vorbitori de rusă (6,96%) și română (2,47%).